# Okręg wyborczy Forest of Dean
Okręg wyborczy Forest of Dean powstał w 1885 r. i wysyłał do brytyjskiej Izby Gmin jednego deputowanego. Okręg został zlikwidowany w 1950 r., ale przywrócono go ponownie w 1997 r. Obejmuje on dystrykt Forest of Dean w hrabstwie Gloucestershire.

## Deputowani do brytyjskiej Izby Gmin z okręgu Forest of Dean

### Deputowani w latach 1885–1950
- 1885–1887: Thomas Blake
- 1887–1892: Godfrey Blundell Samuelson
- 1892–1911: Charles Dilke, Partia Liberalna
- 1911–1918: Henry Webb, Partia Liberalna
- 1918–1925: James Wignall, Partia Pracy
- 1925–1929: Albert Arthur Purcell, Partia Pracy
- 1929–1931: David John Vaughan, Partia Pracy
- 1931–1935: John Vigers Worthington, Narodowa Partia Pracy
- 1935–1950: Morgan Philips Price, Partia Pracy

### Deputowani po 1997
- 1997–2005: Diana Mary Organ, Partia Pracy
- 2005–: Mark Harper, Partia Konserwatywna